# مونيكا ياغاتشيك
مونيكا «جاك» ياغاتشيك (بالبولندية: Monika Jagaciak)‏ (ولدت في 15 يناير 1994) عارضة أزياء بولندية، أعطيت ياغاتشيك منذ التوقيع مع وكالة آي إيم جي في عام 2007 لقب «جاك» لتسهيل نطق أسمها الأخير.

## روابط خارجية
- مونيكا ياغاتشيك على موقع IMDb (الإنجليزية)
- مونيكا ياغاتشيك على موقع قاعدة بيانات الفيلم (الإنجليزية)
- مونيكا ياغاتشيك على موقع كينوبويسك (الروسية)
- مونيكا ياغاتشيك على موقع دليل عارضات الأزياء (الإنجليزية)
- ملف شخصي